# 키타오오지 킨야
키타오오지 킨야(일본어: 北大路 欣也, 1943년 2월 23일 ~ )는 일본의 배우이자 성우으로, 호리프로 부킹 에이전시 소속, 교토부 교토시 시타케 출신했다.